# 安托万·贝甘
安托万·贝甘（法語：Antoine Béghin，1974年5月31日—），法国男子赛艇运动员。他曾代表法国参加世界赛艇锦标赛，获得一枚金牌和一枚银牌。他也曾参加2000年夏季奥林匹克运动会。